# Festuca javorkae
Festuca javorkae är en gräsart som beskrevs av Májovský. Festuca javorkae ingår i släktet svinglar, och familjen gräs. Inga underarter finns listade i Catalogue of Life.